# Abdulrahman Al-Jassim
Abdulrahman Al-Jassim, né le 14 octobre 1987 au Qatar, est un arbitre qatarien de football. Il est depuis 2013 un arbitre international pour la FIFA.

## Désignations majeures
Abdulrahman Al-Jassim a participé comme arbitre dans les compétitions suivantes :
- Coupe du monde de football des moins de 20 ans 2017
- Coupe du monde de football 2018 (arbitre vidéo)[1]
- Coupe d'Asie des nations de football 2019
- Gold Cup 2019
- Coupe du monde des clubs de la FIFA 2019[2]
- Ligue des champions de l'AFC 2020
- Coupe du monde de football 2022[3],[4]